# Fins voetbalelftal in 1980
Het Fins voetbalelftal speelde in totaal negen interlands in het jaar 1980, waaronder drie wedstrijden in de kwalificatiereeks voor de WK-eindronde 1982 in Spanje. De nationale selectie stond onder leiding van bondscoach Esko Malm, en wist geen enkele overwinning te behalen.

## Balans
| Wedstrijden | Wedstrijden | Wedstrijden | Wedstrijden | Doelpunten | Doelpunten | Doelpunten | Punten |
| Gespeeld    | Winst       | Gelijk      | Verlies     | Voor       | Tegen      | Saldo      | Punten |
| ----------- | ----------- | ----------- | ----------- | ---------- | ---------- | ---------- | ------ |
| 9           | 0           | 2           | 7           | 4          | 26         | –22        | 0.222  |

## Interlands
|                                            |         |                                     |        |                                                                                |
| 22 mei Nordic Cup № 375 «onderlinge duels» | Finland | 0 – 2                               | Zweden | Olympiastadion, Helsinki Toeschouwers: 10.189 Scheidsrechter: Ib Nielsen (DEN) |
| 22 mei Nordic Cup № 375 «onderlinge duels» |         | 6' Mats Nordgren 31' Thomas Sjöberg |        | Olympiastadion, Helsinki Toeschouwers: 10.189 Scheidsrechter: Ib Nielsen (DEN) |

|                                                 |         |                                           |           |                                                                                   |
| 4 juni WK-kwalificatie № 376 «onderlinge duels» | Finland | 0 – 2                                     | Bulgarije | Olympiastadion, Helsinki Toeschouwers: 7.805 Scheidsrechter: Brian McGinlay (SCO) |
| 4 juni WK-kwalificatie № 376 «onderlinge duels» |         | 28' Plamen Markov 81' Kostadin Kostadinov |           | Olympiastadion, Helsinki Toeschouwers: 7.805 Scheidsrechter: Brian McGinlay (SCO) |

|                                                    |                     |       |                 |                                                                                             |
| 25 juni Vriendschappelijk № 377 «onderlinge duels» | IJsland             | 1 – 1 | Finland         | Laugardalsvöllur, Reykjavík Toeschouwers: 6.625 Scheidsrechter: Henning Lund Sørensen (DEN) |
| 25 juni Vriendschappelijk № 377 «onderlinge duels» | Pétur Pétursson 84' |       | ??' Ari Tissari | Laugardalsvöllur, Reykjavík Toeschouwers: 6.625 Scheidsrechter: Henning Lund Sørensen (DEN) |

|                                                 | |       |                    |                                                                                   |
| 21 augustus Nordic Cup № 378 «onderlinge duels» | Noorwegen                                                                                                | 6 – 1 | Finland            | Ullevaal Stadion, Oslo Toeschouwers: 10.640 Scheidsrechter: Kjell Johansson (SWE) |
| 21 augustus Nordic Cup № 378 «onderlinge duels» | Pål Jacobsen 30' Pål Jacobsen 39' Arne Dokken 50' (pen.) Einar Aas 61' Pål Jacobsen 73' Pål Jacobsen 83' |       | 43' Juhani Himanka | Ullevaal Stadion, Oslo Toeschouwers: 10.640 Scheidsrechter: Kjell Johansson (SWE) |

|                                                      |                                  |       |         |                                                                                           |
| 3 september WK-kwalificatie № 379 «onderlinge duels» | Albanië                          | 2 – 0 | Finland | Qemal Stafastadion, Tirana Toeschouwers: 8.099 Scheidsrechter: Emmanuel Platopoulos (GRE) |
| 3 september WK-kwalificatie № 379 «onderlinge duels» | Sefedin Braho 2' Millan Baçi 18' |       |         | Qemal Stafastadion, Tirana Toeschouwers: 8.099 Scheidsrechter: Emmanuel Platopoulos (GRE) |

|                                                       |         |                              |            |                                                                                 |
| 24 september WK-kwalificatie № 380 «onderlinge duels» | Finland | 0 – 2                        | Oostenrijk | Olympiastadion, Helsinki Toeschouwers: 8.099 Scheidsrechter: Clive Thomas (WAL) |
| 24 september WK-kwalificatie № 380 «onderlinge duels» |         | 28' Kurt Jara 81' Kurt Welzl |            | Olympiastadion, Helsinki Toeschouwers: 8.099 Scheidsrechter: Clive Thomas (WAL) |

|                                                        |                                                             |       |         |                                                                                           |
| 30 november Vriendschappelijk № 381 «onderlinge duels» | Bolivia                                                     | 3 – 0 | Finland | Estadio Hernando Siles, La Paz Toeschouwers: 20.000 Scheidsrechter: Jorge Antequera (BOL) |
| 30 november Vriendschappelijk № 381 «onderlinge duels» | Miguel Aguilar 14' Miguel Aguilar 19' Windsor Del Llano 62' |       |         | Estadio Hernando Siles, La Paz Toeschouwers: 20.000 Scheidsrechter: Jorge Antequera (BOL) |

|                                                       |                                       |       |                                     | |
| 4 december Vriendschappelijk № 382 «onderlinge duels» | Bolivia                               | 2 – 2 | Finland                             | Estadio Ramón Tahuichi, Santa Cruz de la Sierra Toeschouwers: 20.000 Scheidsrechter: Luis Barrancos (BOL) |
| 4 december Vriendschappelijk № 382 «onderlinge duels» | Miguel Aguilar ??' David Paniagua ??' |       | ??' Ari Valvee ??' Pasi Jaakonsaari | Estadio Ramón Tahuichi, Santa Cruz de la Sierra Toeschouwers: 20.000 Scheidsrechter: Luis Barrancos (BOL) |

|                                                       | |       |         |                                                                                               |
| 8 december Vriendschappelijk № 383 «onderlinge duels» | Uruguay | 6 – 0 | Finland | Estadio Centenario, Montevideo Toeschouwers: 10.000 Scheidsrechter: José Martínez Bazán (URU) |
| 8 december Vriendschappelijk № 383 «onderlinge duels» | Ariel Krasouski 56' Julio César Morales 63' Julio César Morales 64' Ernesto Vargas 75' Jorge Siviero 83' Miguel Falero 86' |       |         | Estadio Centenario, Montevideo Toeschouwers: 10.000 Scheidsrechter: José Martínez Bazán (URU) |

## Olympische Spelen
Finland verving Noorwegen bij de Olympische Spelen van 1980 in Moskou, Sovjet-Unie en was ingedeeld in groep D, samen met Joegoslavië, Irak en Costa Rica. De ploeg onder leiding van bondscoach Jukka Vakkila verloor van Joegoslavië (0-2), speelde gelijk tegen Irak (0-0) en won van Costa Rica (3-0), en werd daardoor uitgeschakeld in de eerste ronde. Het was – na 1912, 1936 en 1952 – de vierde deelname van de Finse voetbalploeg aan de Olympische Spelen.
|                                              |                                          |        |         |                                                                |
| 21 juli Groep D «onderlinge duels» 19:00 uur | Joegoslavië                              | 2 – 0  | Finland | Dinamostadion, Minsk Scheidsrechter: Mario Rubio Vázquez (MEX) |
| 21 juli Groep D «onderlinge duels» 19:00 uur | Dževad Šećerbegović 56' Miloš Šestić 58' | Report |         | Dinamostadion, Minsk Scheidsrechter: Mario Rubio Vázquez (MEX) |

|                                              |        |       |         |                                                            |
| 23 juli Groep D «onderlinge duels» 19:00 uur | Irak   | 0 – 0 | Finland | NSK Olimpiejsky, Kiev Scheidsrechter: Ramón Calderón (CUB) |
| 23 juli Groep D «onderlinge duels» 19:00 uur | Report |       |         | NSK Olimpiejsky, Kiev Scheidsrechter: Ramón Calderón (CUB) |

|                                              |                                                 |        |            |                                                            |
| 25 juli Groep D «onderlinge duels» 19:00 uur | Finland                                         | 3 – 0  | Costa Rica | NSK Olimpiejsky, Kiev Scheidsrechter: Ali Abdulwahab (KUW) |
| 25 juli Groep D «onderlinge duels» 19:00 uur | Ari Tissari 18' Jouko Alila 58' Jouko Soini 88' | Report |            | NSK Olimpiejsky, Kiev Scheidsrechter: Ali Abdulwahab (KUW) |

## Statistieken
| Olli Huttunen     | 1960-08-04 | FC Haka            | 3 | 0 | 0 | 3  | 0 |
| Olli Isoaho       | 1956-03-02 | HJK Helsinki       | 3 | 0 | 0 | 9  | 0 |
| Seppo Sairanen    | 1952-03-23 | Ilves Tampere      | 2 | 0 | 0 | 6  | 0 |
| Stefan Lindström  | 1953-08-14 | Sepsi-78 Seinäjoki | 1 | 0 | 0 |    |   |
| Pekka Nurmio      | 1958-09-14 | TPS Turku          | 0 | 2 | 0 |    |   |
| Verdediging       |            |                    |   |   |   |    |   |
| Arto Tolsa        | 1945-08-09 | KTP Kotka          | 8 | 0 | 0 | 74 | 9 |
| Aki Lahtinen      | 1958-10-31 | OPS Oulu           | 7 | 1 | 0 |    |   |
| Kari Bergqvist    | 1957-04-04 | KTP Kotka          | 3 | 0 | 0 | 3  | 0 |
| Mikko Lampi       | 1952-06-03 | Sepsi-78 Seinäjoki | 3 | 0 | 0 |    |   |
| Esko Ranta        | 1947-01-14 | FC Haka            | 3 | 0 | 0 |    |   |
| Juha Helin        | 1954-01-04 | FC Haka            | 2 | 0 | 0 |    |   |
| Reijo Vaittinen   | 1956-01-24 | MP Mikkeli         | 2 | 0 | 0 |    |   |
| Matti Ahonen      | 1955-05-10 | OPS Oulu           | 1 | 1 | 0 |    |   |
| Juha Rissanen     | 1958-11-13 | KuPS Kuopio        | 1 | 1 | 0 |    |   |
| Teppo Heikkinen   | 1950-11-12 | OTP Oulu           | 1 | 0 | 0 |    |   |
| Petteri Kupiainen | 1960-02-26 | Club Brugge        | 1 | 0 | 0 |    |   |
| Jouko Soini       | 1956-03-02 | HJK Helsinki       | 0 | 1 | 0 |    |   |
| Middenveld        |            |                    |   |   |   |    |   |
| Antti Ronkainen   | 1958-06-07 | Vasalunds IF       | 5 | 0 | 0 |    |   |
| Hannu Turunen     | 1956-06-24 | Koparit Kuopio     | 4 | 2 | 0 |    |   |
| Kari Virtanen     | 1958-09-15 | IFK Eskilstuna     | 4 | 1 | 0 |    |   |
| Juha Dahllund     | 1954-03-20 | HJK Helsinki       | 4 | 0 | 0 | 11 | 0 |
| Leo Houtsonen     | 1958-10-25 | OPS Oulu           | 4 | 0 | 0 |    |   |
| Pasi Jaakonsaari  | 1959-03-27 | HJK Helsinki       | 3 | 0 | 1 | 3  | 1 |
| Jukka Ikäläinen   | 1957-05-14 | GIF Sundsvall      | 3 | 0 | 0 | 3  | 0 |
| Pasi Rautiainen   | 1961-07-18 | Bayern München     | 3 | 0 | 0 |    |   |
| Raimo Kuuluvainen | 1955-04-23 | Ilves Tampere      | 2 | 1 | 0 | 6  | 0 |
| Vesa Pulliainen   | 1957-05-08 | TPS Turku          | 2 | 1 | 0 |    |   |
| Jyrki Nieminen    | 1951-03-30 | AIK Solna          | 2 | 0 | 0 |    |   |
| Jouko Alila       | 1950-11-18 | KTP Kotka          | 1 | 2 | 0 |    |   |
| Miikka Toivola    | 1949-07-11 | HJK Helsinki       | 1 | 1 | 0 | 62 | 4 |
| Juha Annunen      | 1960-04-16 | OTP Oulu           | 0 | 3 | 0 | 3  | 0 |
| Tomi Jalo         | 1958-10-22 | TPS Turku          | 0 | 1 | 0 | 1  | 0 |
| Aanval            |            |                    |   |   |   |    |   |
| Seppo Pyykkö      | 1955-12-24 | Bayer Uerdingen    | 5 | 0 | 0 | 24 | 1 |
| Tuomo Hakala      | 1957-10-09 | RoPS Rovaniemi     | 3 | 1 | 0 |    |   |
| Juhani Himanka    | 1956-04-19 | OPS Oulu           | 3 | 0 | 1 |    |   |
| Ari Tissari       | 1951-11-24 | KTP Kotka          | 3 | 0 | 1 | 3  | 1 |
| Ari Valvee        | 1960-12-01 | FC Haka            | 3 | 0 | 1 | 3  | 1 |
| Hannu Rajaniemi   | 1953-09-15 | Sepsi-78 Seinäjoki | 2 | 1 | 0 |    |   |
| Atik Ismail       | 1957-01-05 | AIK Solna          | 1 | 1 | 0 |    |   |
| Ari Jalasvaara    | 1959-07-20 | OPS Oulu           | 0 | 2 | 0 |    |   |

Finse voetbalbond · A-internationals · Bondscoaches · Statistieken · Fins vrouwenelftal · Olympisch elftal · Finland U21 · Finland U20 · Finland U19 · Finland U18 · Finland U17 · Finland U16
1911 – 1919 ·
1920 – 1929 ·
1930 – 1939 ·
1940 – 1949 ·
1950 – 1959 ·
1960 – 1969 ·
1970 – 1979 ·
1980 – 1989 ·
1990 – 1999 ·
2000 – 2009 ·
2010 – 2019 ·
2020 − 2029
EK 2020
OS 1912 ·
OS 1936 ·
OS 1952 ·
OS 1980
1911 · 
1912 · 
1913 · 
1914 · 
1915 · 1916 · 1917 · 1918 · 
1919 · 
1920 · 
1921 · 
1922 · 
1923 · 
1924 · 
1925 · 
1926 · 
1927 · 
1928 · 
1929 · 
1930 · 
1931 · 
1932 · 
1933 · 
1934 · 
1935 · 
1936 · 
1937 · 
1938 · 
1939 · 
1940 · 
1941 · 
1942 · 
1943 · 
1944 · 
1945 · 
1946 · 
1947 · 
1948 · 
1949 · 
1950 · 
1952 · 
1952 · 
1953 · 
1954 · 
1955 · 
1956 · 
1957 · 
1958 · 
1959 · 
1960 · 
1961 · 
1962 · 
1963 · 
1964 · 
1965 · 
1966 · 
1967 · 
1968 · 
1969 · 
1970 · 
1971 · 
1972 · 
1973 · 
1974 · 
1975 · 
1976 · 
1977 · 
1978 · 
1979 · 
1980 · 
1981 · 
1982 · 
1983 · 
1984 · 
1985 · 
1986 · 
1987 · 
1988 · 
1989 · 
1990 · 
1991 · 
1992 · 
1993 · 
1994 · 
1995 · 
1996 · 
1997 · 
1998 · 
1999 · 
2000 · 
2001 · 
2002 · 
2003 · 
2004 · 
2005 · 
2006 · 
2007 · 
2008 · 
2009 · 
2010 · 
2011 · 
2012 · 
2013 · 
2014 · 
2015 · 
2016 · 
2017 · 
2018 ·
2019 ·
2020
Albanië ·
Algerije ·
Andorra ·
Armenië ·
Azerbeidzjan ·
Bahrein ·
Barbados ·
België ·
Bermuda ·
Bolivia ·
Bosnië en Herzegovina ·
Brazilië ·
Bulgarije ·
Canada ·
Chili ·
China ·
Colombia ·
Costa Rica ·
Cyprus ·
Denemarken ·
DDR ·
(West-)Duitsland ·
Ecuador ·
Egypte ·
Engeland ·
Estland ·
Faeröer ·
Frankrijk ·
Georgië ·
Griekenland ·
Honduras ·
Hongarije ·
Ierland ·
IJsland ·
India ·
Irak ·
Israël ·
Italië ·
Japan ·
Jemen ·
Joegoslavië ·
Jordanië ·
Kameroen ·
Kazachstan ·
Koeweit ·
Kosovo ·
Kroatië ·
Letland ·
Liechtenstein ·
Litouwen ·
Luxemburg ·
Maleisië ·
Malta ·
Marokko ·
Mexico ·
Moldavië ·
Montenegro ·
Nederland ·
Noord-Ierland ·
Noord-Korea ·
Noord-Macedonië ·
Noorwegen ·
Oekraïne · 
Oman ·
Oostenrijk ·
Peru ·
Polen ·
Portugal ·
Qatar ·
Roemenië ·
Rusland ·
San Marino ·
Saoedi-Arabië ·
Schotland ·
Servië ·
Servië en Montenegro ·
Singapore ·
Slovenië ·
Slowakije ·
Sovjet-Unie ·
Spanje ·
Thailand ·
Trinidad en Tobago ·
Tsjechië ·
Tsjecho-Slowakije ·
Tunesië ·
Turkije ·
Uruguay ·
Verenigde Arabische Emiraten ·
Verenigde Staten ·
Wales ·
Wit-Rusland ·
Zuid-Korea ·
Zweden ·
Zwitserland
België (2021) · 
Denemarken (2021) · 
Rusland (2021)